# Constantí Llombart
Carmel Navarro y Llombart Sastre, más conocido por su pseudónimo Constantí Llombart (Valencia, 1848-1893) fue un escritor español y activista valencianista. Máximo representante de la Renaixensa valenciana, junto con Llorente, partidario de abandonar la actitud meramente literaria y reivindicar aspectos lingüísticos y nacionales.

## Biografía
Constantí Llombart fue uno de los escritores más importantes en valenciano del siglo XIX en la Comunidad Valenciana, e impulsor de la Renaixensa valenciana. Destacó por su actividad política republicana, por su valencianismo y por la variedad de sus escritos, de carácter filológico como la reedición del Diccionario Escrig con un ensayo nuevo de ortografía, un compendio bibliográfico de autores valencianos: Los fills de la morta-viva (Valencia: Emili Pasqual, 1883); textos de carácter político, traducciones al español de Jacinto Verdaguer, epigramas y publicaciones periódicas como Lo Rat-Penat. Calendari llemosí (1876-1884), Valencia: Acadèmia Valenciana de la Llengua, 2006, 10 volúmenes, facsímil) que destacan por el humorismo y la sátira, además de obras de creación como poesía o teatro.

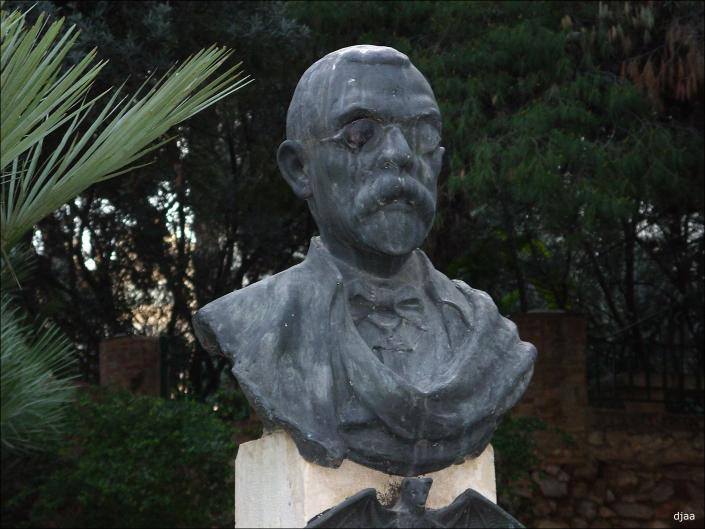
Busto en los Jardines del Real en Valencia

Llombart fue un personaje muy activo en la Valencia de finales del siglo XIX, con una dimensión social que ningún otro escritor pudo alcanzar. Políticamente fue republicano y amigo personal de Vicente Blasco Ibáñez, a quien convenció para que escribiera en valenciano las primeras novelas. A él se debe la creación, en 1878, de la asociación Lo Rat Penat, el primer intento de reunir valencianistas de todas las clases interesados por los problemas nacionales aunque defendiendo la valencianidad.
Decepcionado con la orientación que le dio a Lo Rat Penat el sector conservador de la Renaixença valenciana encabezado por Teodoro Llorente, Llombart fundó en 1885 la sociedad La Oronella, de vida efímera (y de la que formó parte un joven Vicente Blasco Ibáñez).
Una relevante ampliación de la vida y obra de Llombart que permite adentrarse con rigor en su actividad está disponible fruto de la tesis doctoral de Josep Enric Estrela en el volumen titulado: Esperit de valencianisme. Constantí Llombart (1848-1893), València: Institució Alfons el Magnànim, 2018, 386 pp. ISBN: 978-84-7822-758-7.